# Кос II (герб)
Кос (Kos, Koss) — кашубський родовий шляхетський герб.

## Опис
Герб відомий принаймні в трьох варіантах :
Кос II (Koss, Kosseken, Kossen, Kos-Siemirowski, Kos-Szemirowski) — на блакитному полі два срібні хорти із золотими нашийниками, які стоять повернуті один до одного. Над геральдичним шоломом, без корони, срібний півмісяць над рогами якого знаходяться дві золоті зірки, а над ним чорний мисливський ріг із золотими елементами. 
Кос ІІа (Koss) — півмісяць золотий, з обличчям і такими ж золотими зірками над рогами, а мисливський ріг розташований нижче нього. 
Кос ІІб (Koss, Borski, Borsken, Koss-Borski) — півмісяць срібний з обличчям і також двома золотими зірками.

## Рід Кос
Дрібний шляхетський рід із Лемборського повіту (тепер Поморського воєводства), не плутати із родом Кос фон дер Амсел (гербу Кос) з Королівської Пруссії.
Найдавніші згадки про рід зустрічаються у 1608, 1618 та 1621 (Kosen). Представники цього роду володіли кількома селами повіту.